# Periurbanización
La Periurbanización se relaciona con los procesos de crecimiento urbano dispersos y dispersivos que crean paisajes híbridos de características urbanas y rurales fragmentadas y mixtas.

## Origen
La expresión proviene de la palabra francés périurbanisation ("periurbano" que significa "alrededor de lo urbano"), que es utilizada por el INSEE (la agencia de estadísticas francesa) para describir espacios, entre la ciudad y el campo, que están formados por la urbanización fragmentada de antiguas áreas rurales en la margen urbana, tanto en un sentido cualitativo (por ejemplo, difusión del estilo de vida urbano) como cuantitativo (por ejemplo, nuevas zonas residenciales). Se ve con frecuencia como resultado de la posmodernidad. En ciencia, el término se utilizó inicialmente en Francia y Suiza.

## Estructura y función
Las áreas periurbanas (también llamadas espacio rural, periferias o hinterland) se definen por la estructura resultante del proceso de periurbanización. Se puede describir como la interfaz de paisaje entre la ciudad y el campo, o también como la zona de transición rural-urbana donde los usos y funciones urbanos y rurales se mezclan y a menudo chocan. Por lo tanto, puede verse como un nuevo tipo de paisaje por derecho propio, forjado a partir de una interacción de lo urbano y lo urbano. rural uso de la tierra.
Su definición cambia dependiendo de la ubicación global, pero típicamente en Europa donde las áreas suburbanas se manejan de manera intensiva para prevenir la expansión urbana y proteger las tierras agrícolas, la periferia urbana se caracterizará por ciertos usos de la tierra que tienen deliberadamente se alejaron del área urbana, o requieren extensiones de tierra mucho más grandes. Como ejemplos:
- Carreteras, especialmente autopistas y circunvalaciones
- Estaciones de transferencia de desechos, instalaciones de reciclaje y vertederos
- Aparcamientos disuasorios
- Aeropuertos
- Grandes hospitales
- Instalaciones de luz, agua y alcantarillado
- Fábricas
- Grandes centros comerciales fuera de la ciudad, p. grandes supermercados
- Edificios residenciales de alta densidad

A pesar de estos usos urbanos, la periferia permanece en gran medida abierta con la mayor parte de la tierra para usos agrícolas, forestales u otros usos rurales. Sin embargo, la calidad de vida del campo alrededor de las áreas urbanas tiende a ser baja, con separación entre áreas de terreno abierto y bosques y setos mal mantenidos con las instalaciones urbanas dispersas.
Aparte de la definición estructural que domina la literatura de habla inglesa, el concepto se usa a veces para llenar el vacío entre suburbanización y exurbanización y, por lo tanto, se relaciona además con el movimiento de personas en el espacio. En este caso, sin embargo, la periurbanización se considera como la expansión de los vínculos urbano-rurales funcionales, como los desplazamientos.

## Véase también

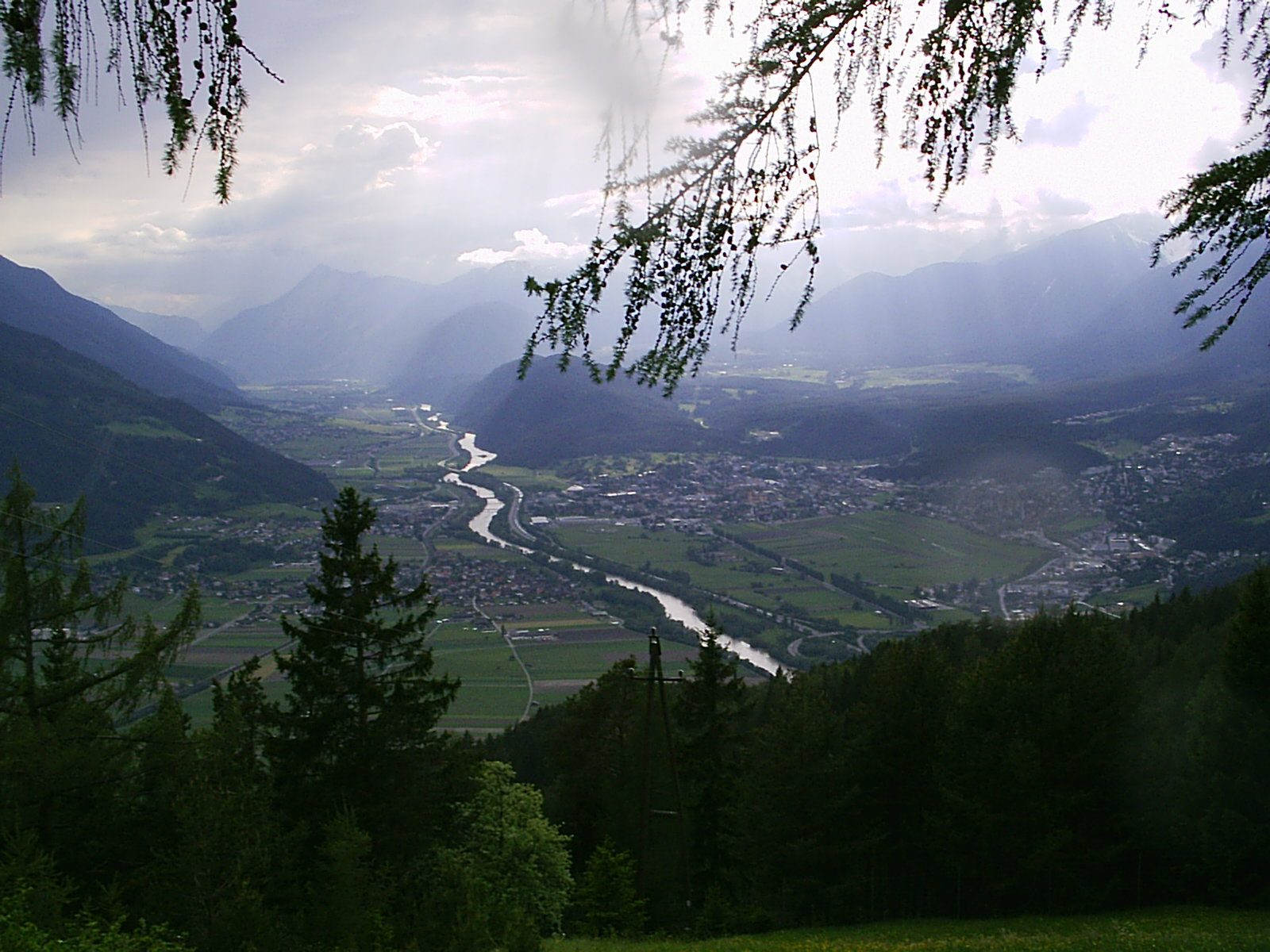
Valles montañosos de países industrializados (p. ej. Inn Valley) a menudo están periurbanizados.